# Bicitaxi

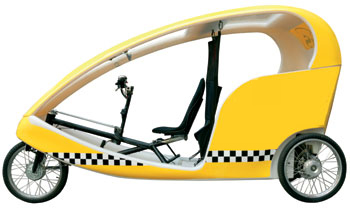
Trixi, un bicitaxi.

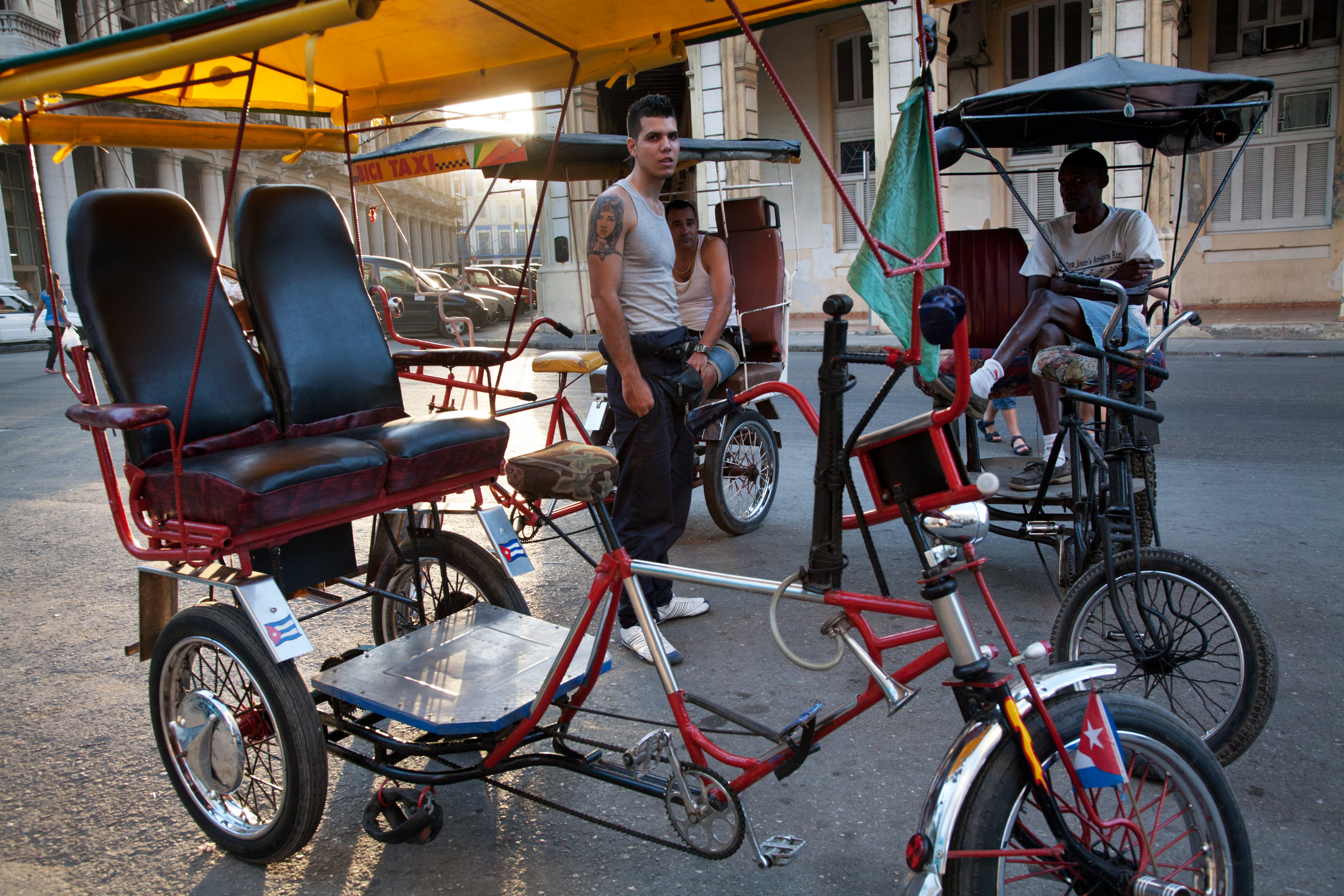
Bicitaxis en Cuba.

El bicitaxi (también rickshaw, tricitaxi, pedicab o velotaxi) es un vehículo destinado al transporte de pasajeros y construido bajo el principio de la bicicleta, accionado con tracción humana, con una capacidad de dos pasajeros adultos sentados y su conductor.
Por razones obvias, su ámbito es el transporte urbano de pasajeros, especialmente para paseos turísticos por la ciudad.
Muchos bicitaxis, sobre todo en ciudades asiáticas como Shanghái y Pekín, están equipados con motor eléctrico, modernizando el rickshaw. En ciudades de Estados Unidos y Europa se utilizan como vehículos turísticos con pedaleo asistido, que no sustituye nunca la acción del pedaleo del conductor, pero que sí lo ayuda en momentos concretos como la salida, después de una frenada o al subir una pendiente.
Ya existen diseños futuristas del bicitaxi clásico. Este sistema de transporte alternativo y ecológico puede convertirse en un fenómeno mundial que ya se ha implantado en ciudades como Guadalajara, Barcelona, Berlín, Fráncfort del Meno, Hamburgo, Düsseldorf, Málaga, Múnich, Copenhague, Londres, Viena, Bogotá, Ámsterdam, Nueva York, México, San Francisco, San Sebastián, Lima (no oficial) y Washington.
En la novela de Dominique Lapierre La ciudad de la alegría se hace una pormenorizada descripción literaria de la vida de los conductores de bicitaxis de Calcuta.

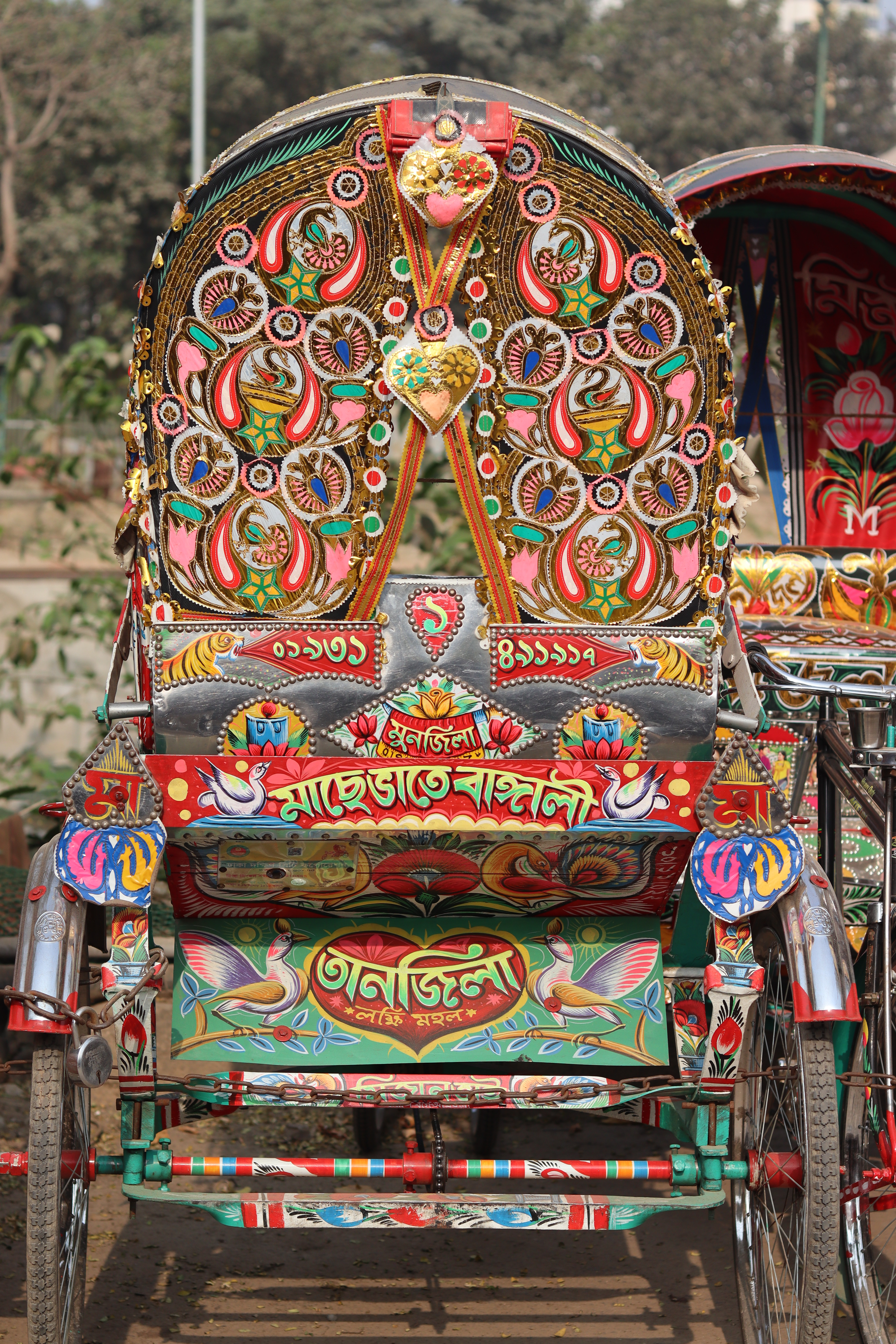
Bicitaxi en Bangladés

## Bicitaxis en México
Desde principio de la década de 1990, los bicitaxis comenzaron a dar servicio de transporte en el centro histórico, y se fueron desplazando por toda la Ciudad. Actualmente hay cerca de 20,000 bicitaxis y se han popularizado debido a que son una alternativa para el transporte en distancias cortas, otorgan un servicio puerta-puerta y circulan en calles donde los transportes motorizados no entran o en espacios que evitan el tránsito intenso de zonas congestionadas; pero, principalmente, el rápido crecimiento del sector, se debe a que el bicitaxi, representa una opción de autoempleo, de baja inversión y que no requiere cualificación en el trabajo.
Como es bien sabido por aquellos que habitan en Ciudad de México, una de las zonas más conflictivas, en cuanto a transporte y movilización se refiere, es el centro histórico de la Ciudad de México. A este respecto, los bicitaxis, o ciclotaxis, han mostrado ser una buena solución para movilizarse dentro del primer cuadro de la ciudad.

## Bicitaxis en Cuba
A raíz de la aguda crisis económica cubana, iniciada en la década de 1990, el servicio público de transporte se vio gravemente afectado, y vino a ser parcialmente suplido por vehículos de tracción animal (llamados "coches" o cativanas) y por los bicitaxis, ambos de fabricación artesanal.
Estos últimos se impusieron con mayor celeridad y con distinto grado de aceptación en las ciudades del interior del país. Posteriormente se produjo una emigración hacia las capitales provinciales, particularmente hacia La Habana, de los bicitaxis rurales debido al renaciente mercado privado y a la afluencia de turistas que demandan este tipo de movilidad.